# Monasterio de Lilienfeld
El monasterio de Lilienfeld (en alemán: Stift Lilienfeld; en latín: Abbatia BMV de Campililio) es una abadía cisterciense en Lilienfeld, Baja Austria .

## Descripción
Los cistercienses del Monasterio Lilienfeld consideran que su tarea principal es celebrar la liturgia (Liturgia de las Horas y la Santa Misa). Al monasterio pertenecen 19 parroquias, en las que los monjes del monasterio actúan como párrocos. Algunos monjes trabajan en una facultad de teología, otros son profesores de religión. La abadía acoge  huéspedes y es una importante estación de peregrinaje en la Vía Sacra, la antigua ruta de peregrinaje de Viena a Mariazell . Algunos sacerdotes trabajan en la administración de la propiedad del monasterio. Los ingresos del bosque, la caza, la pesca y el cuidado de los huéspedes se utilizan para los salarios de los empleados y para el mantenimiento de los numerosos edificios históricos del monasterio (complejo del monasterio, iglesias parroquiales y casas parroquiales de las parroquias incorporadas).
La abadía de Lilienfeld ofrece el dormitorio medieval de los hermanos laicos y el cellarium del siglo XIII para la celebración de eventos. El complejo del monasterio medieval y la biblioteca barroca se pueden visitar en visitas guiadas. Dispone además de una tienda y una librería.
El monasterio es un centro espiritual y cultural de la región. Se considera uno de los monumentos más bellos de la arquitectura medieval en Austria y es el monasterio cisterciense más grande conservado de Europa Central .

## Historia
El convento fue fundado en 1202 por Leopoldo VI., duque de Austria y Estiria, como una filial de la abadía de Heiligenkreuz y, por lo tanto, perteneció a la filiación de la abadía primaria de Morimond en Francia. En 1217, el duque Leopoldo VI. reunió en Lilienfeld a muchos aristócratas de sus dominios para comenzar desde aquí la Quinta Cruzada. Al finalizar la misma, donó a la abadía de Lilienfeld una reliquia de la cruz que había recibido en Bizancio. Tras su muerte fue enterrado en la iglesia del monasterio. Las ceremonias fúnebres del fundador, el 30 de noviembre de 1230, estuvieron relacionadas con la consagración de la iglesia y el monasterio de Lilienfeld. En 1266 o 1267, la reina Margarita de Babenberg encontró su última morada en la colegiata.
En el siglo XIV, el scriptorium de la abadía de Lilienfeld cobró especial importancia gracias al abad Ulrico de Lilienfeld y al monje Christanus (o Cristiano) de Lilienfeld. En la Edad Media, los monjes de la abadía de Lilienfeld se dedicaban al cuidado de los pobres y los enfermos y en el alojamiento de huéspedes. Cuando Cimburgia de Masovia, la madre del emperador Federico III, murió en Türnitz durante una peregrinación a Mariazell, fue enterrada en el presbiterio de la iglesia de la abadía de Lilienfeld.

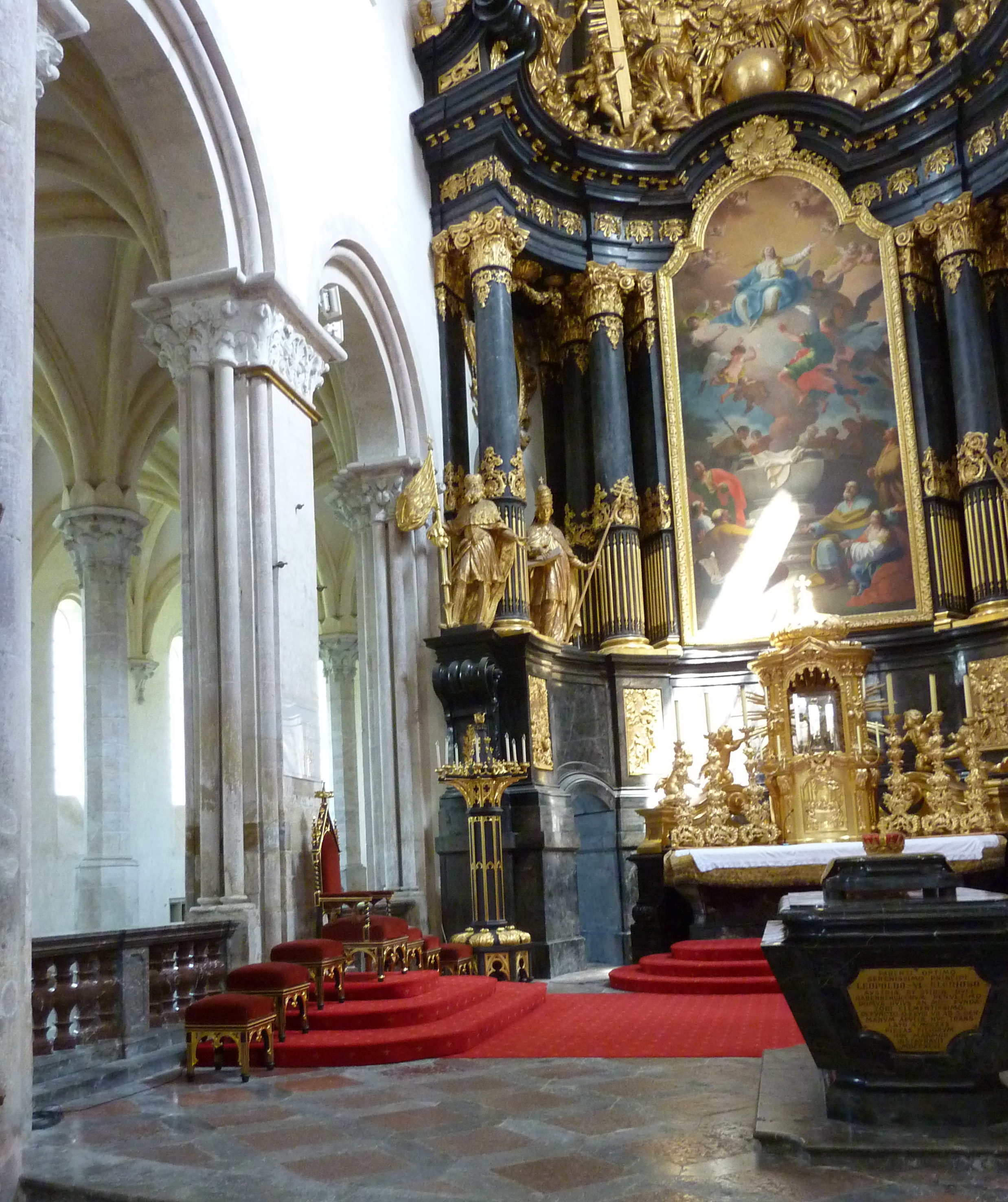
Presbiterio con balaustrada norte, ante el que Leopoldo VI. y su hija Margarita están enterrados.

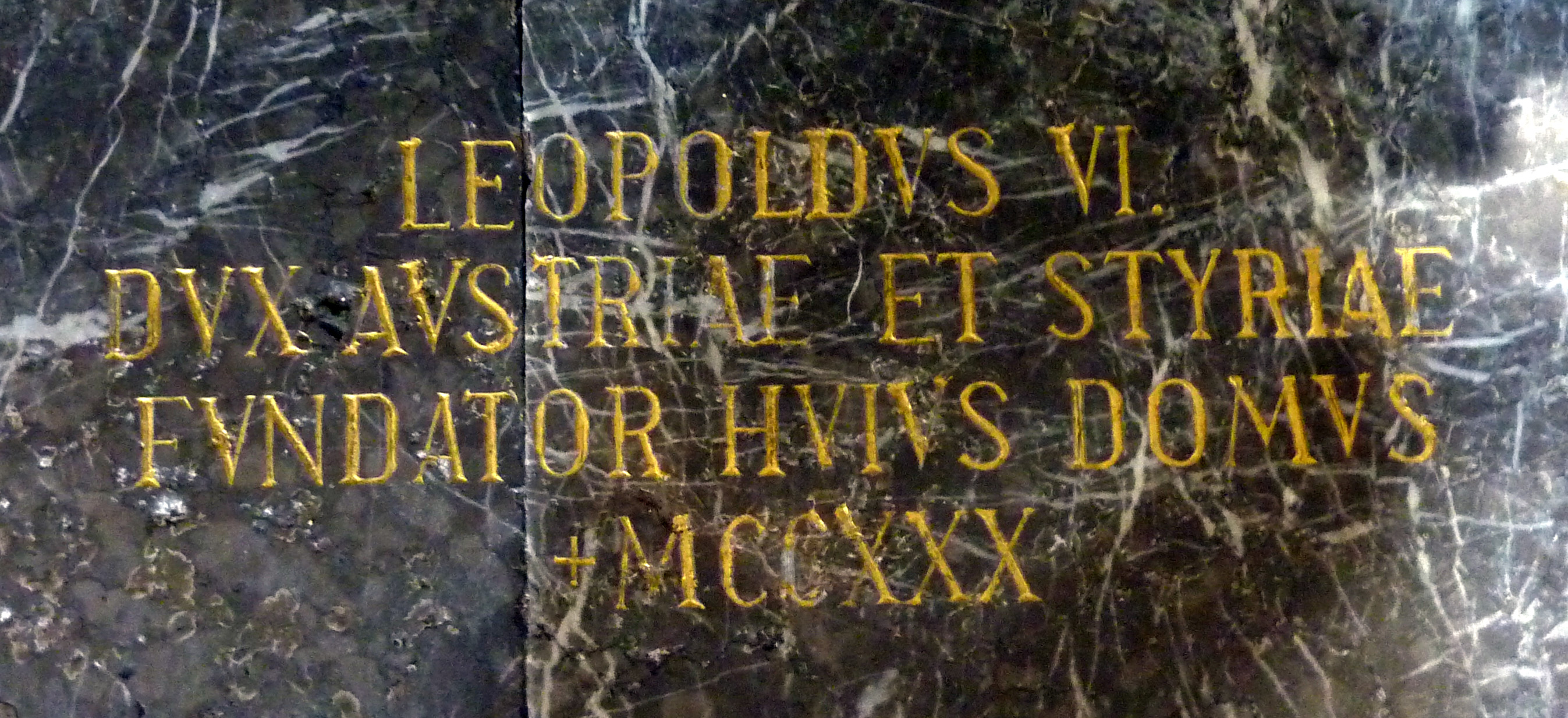
Referencia a la tumba de Leopoldo VI. en el exterior de la balaustrada del coro

Tras una crisis espiritual en la abadía de Lilienfeld en el siglo XVI, se convirtió en el siglo XVII en un centro regional de la Contrarreforma . De 1641 a 1716, el complejo del monasterio medieval se complementó con anexos de barroco temprano en el ala de invitados, el ala oeste con las salas imperiales, la prelatura y la biblioteca. Durante el asedio turco de Viena en 1683, la abadía de Lilienfeld, junto con la población local, resistió con éxito el saqueo de los turcos y tártaros que por allí deambulaban. En la primera mitad del siglo XVIII , la torre de la iglesia, la biblioteca y el interior de la iglesia se construyeron en estilo barroco. Durante la Ilustración, la abadía de Lilienfeld asumió numerosas tareas pastorales en muchas parroquias nuevas. En 1789, el emperador José II hizo cerrar el monasterio de Lilienfeld debido a las grandes deudas que tenía. Sin embargo, su sucesor, el emperador Leopoldo II, lo restauró, también a petición de la población de Lilienfeld. Durante ese año de abolición, se perdieron muchas obras de arte y escritos valiosos del monasterio. En 1810, fue casi completamente devastado por un gran incendio, siendo reconstruido minuciosamente en los años siguientes bajo el mando del abad Johann Ladislaus Pyrker. Este abad se convirtió más tarde en Patriarca de Venecia y finalmente en Arzobispo de Eger (Hungría). En el siglo XIX, los abades del monasterio de Lilienfeld actuaroncomo mecenas del arte en el campo de la música y la pintura. El abad Ambros Becziczka hizo construir en 1826 un jardín botánico con plantas exóticas, el llamado parque del monasterio (Stiftspark).
En el siglo XX, la abadía de Lilienfeld sufrió mucho por las crisis económicas de los años 30, las severas restricciones durante el régimen nazi y la destrucción durante los últimos días de la guerra en 1945. Se dice que una biblia rusa fue la responsable de que el monasterio fuera salvado por los soldados de ocupación del ejército soviético. Una nota en ruso en el libro de visitas del comandante soviético también indica que el monasterio fue respetado por las fuerzas de ocupación.
Tras el periodo de reconstrucción, la abadía de Lilienfeld acogió en 1976 la exposición provincial de Baja Austria "1000 años de los Babenberg en Austria". En 1976, el Papa Pablo VI concedió a la abadía de Lilienfeld el título de basílica menor. 
Durante las excavaciones en la colegiata en 1974, se descubrió que el féretro de Leopoldo VI, de mármol de Türnitz, es solo un cenotafio. Bajo el ataúd vacío se encuentra el lugar de enterramiento de la mencionada Cimburgia de Masovia. Leopoldo VI está enterrado en el extremo norte del presbiterio frente a la balaustrada, junto a su hija Margarita von Babenberg . En el exterior de la balaustrada del coro, dos inscripciones hacen referencia a las dos tumbas. En el presbiterio, donde se supone que está enterrada Cimburgia, yace el príncipe-obispo Konrad IV.
Con motivo del 800 aniversario del monasterio en 2002, se llevó a cabo la exposición “Cisto - 800 años del monasterio cisterciense de Lilienfeld" sobre aspectos individuales de la historia del mismo.

## Biblioteca
La biblioteca del monasterio se fundó en el siglo XIII. Bajo el abad Segismundo Braun (1695-1716), se instaló en el primer piso, sobre el refectorio, una biblioteca de salón barroca que se terminó en 1716 (superficie de 17,80 m por 7,60 m, altura de 4,70 m). Presenta grandes similitudes con la del monasterio de Lambach. 
La biblioteca comprende 40.000 volúmenes, 120 incunables y 229 manuscritos. En 2017, los manuscritos se pusieron en línea en su totalidad por primera vez en la historia de un monasterio.

## Iglesias parroquiales de la abadía
- Iglesia parroquial de Annaberg en Baja Austria
- Iglesia parroquial de Traisen
- Iglesia parroquial Unterretzbach

## Órgano de la colegiata

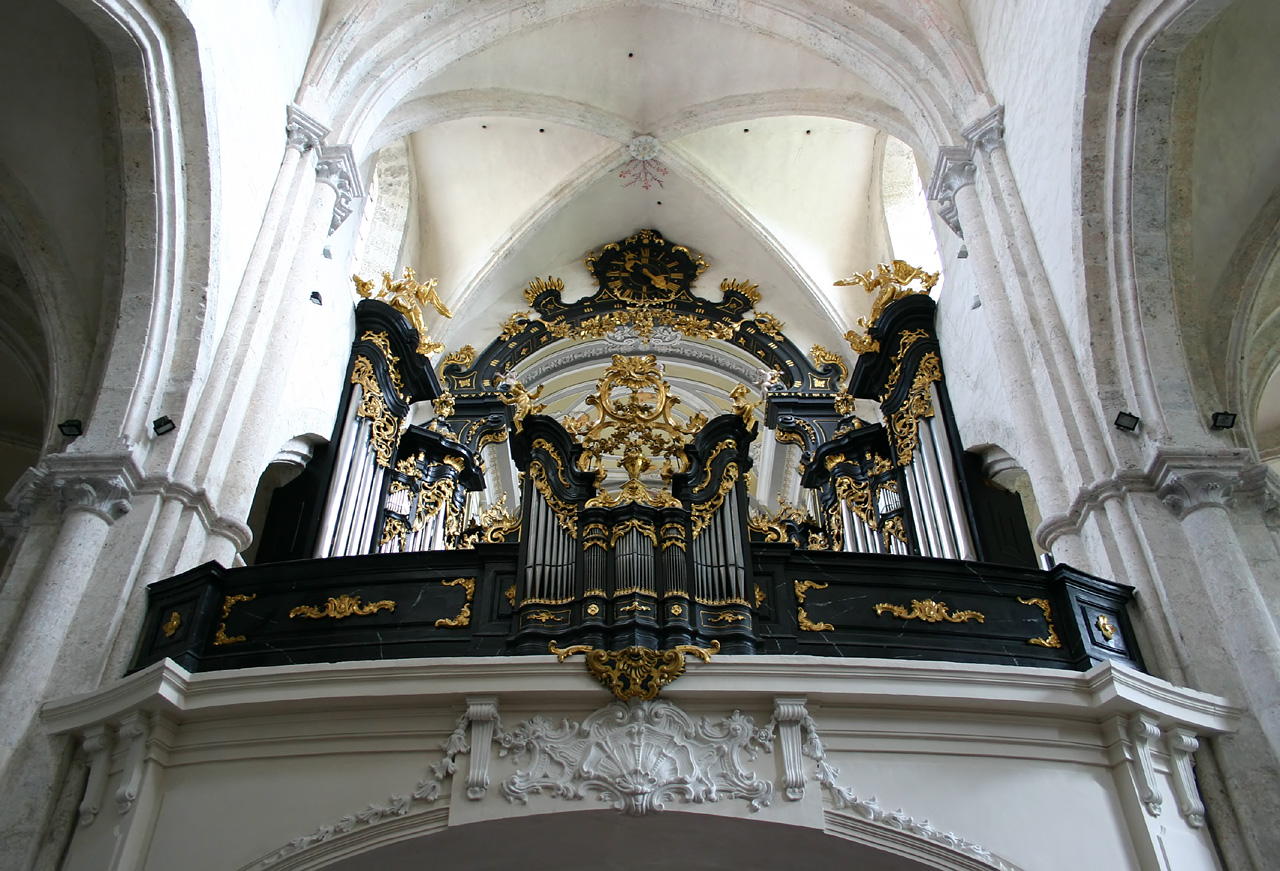
Órgano de la colegiata

La colegiata alberga un gran órgano en la galería oeste. La caja del órgano procede de un instrumento construido en 1767 por el constructor de órganos Ignaz Gatto. El órgano original tenía 22 registros en dos manuales y pedal. Con el tiempo se amplió y reconstruyó varias veces. Las medidas de ampliación y renovación de 1940 y 1944 quedaron inconclusas. En 1956 se decidió construir un nuevo órgano en la caja histórica del mismo. Las obras fueron realizadas en 1962 por el constructor de órganos Gregor Hradetzky. Tenía 45 registros (3.288 tubos) en tres manuales y pedal. Dada la fragilidad del sistema técnico, el instrumento fue completamente renovado entre 1983 y 1985 por la empresa Kögler de construcción de órganos de Alta Austria. Desde entonces cuenta con 44 registros en tres manuales y pedal. Las acciones de juego son mecánicas y las de parada, eléctricas.